# Demitasse

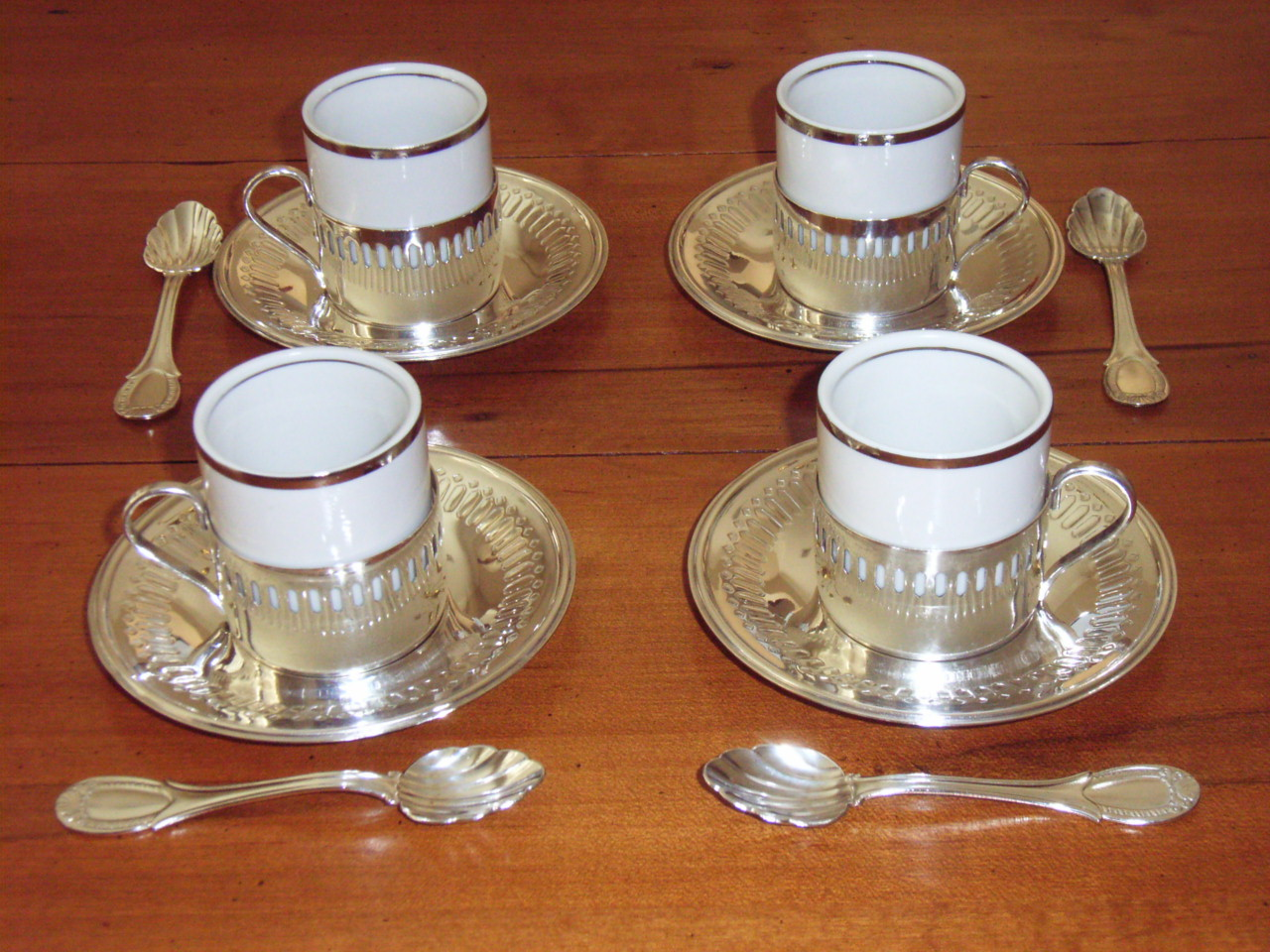
Conjunto demitasse com armações de metal e colheres

Um demitasse (/ˈdɛmɪtæs/; francês: "meia taça") é uma pequena xícara usada para servir o café turco ou espresso. 
Ele normalmente tem capacidade de cerca de 60-90  ml -  metade do tamanho de uma xícara de café. Normalmente são feitos de cerâmica, olaria ou porcelana e são acompanhados de pires correspondentes, mas alguns cafés e empresas de porcelana também produzem variedades brilhantemente decoradas. Outro tipo de demitasse tem um conjunto de xícara de vidro dentro de uma armação de metal.